# کریستین کوئواس
کریستین آلخاندرو «کیمبی» کوئواس خارا (اسپانیایی: Cristián Alejandro "Cimbi" Cuevas Jara‎؛ زادهٔ ۲ آوریل ۱۹۹۵) بازیکن فوتبال اهل شیلی است.